# قضيب دعم (موسيقى)

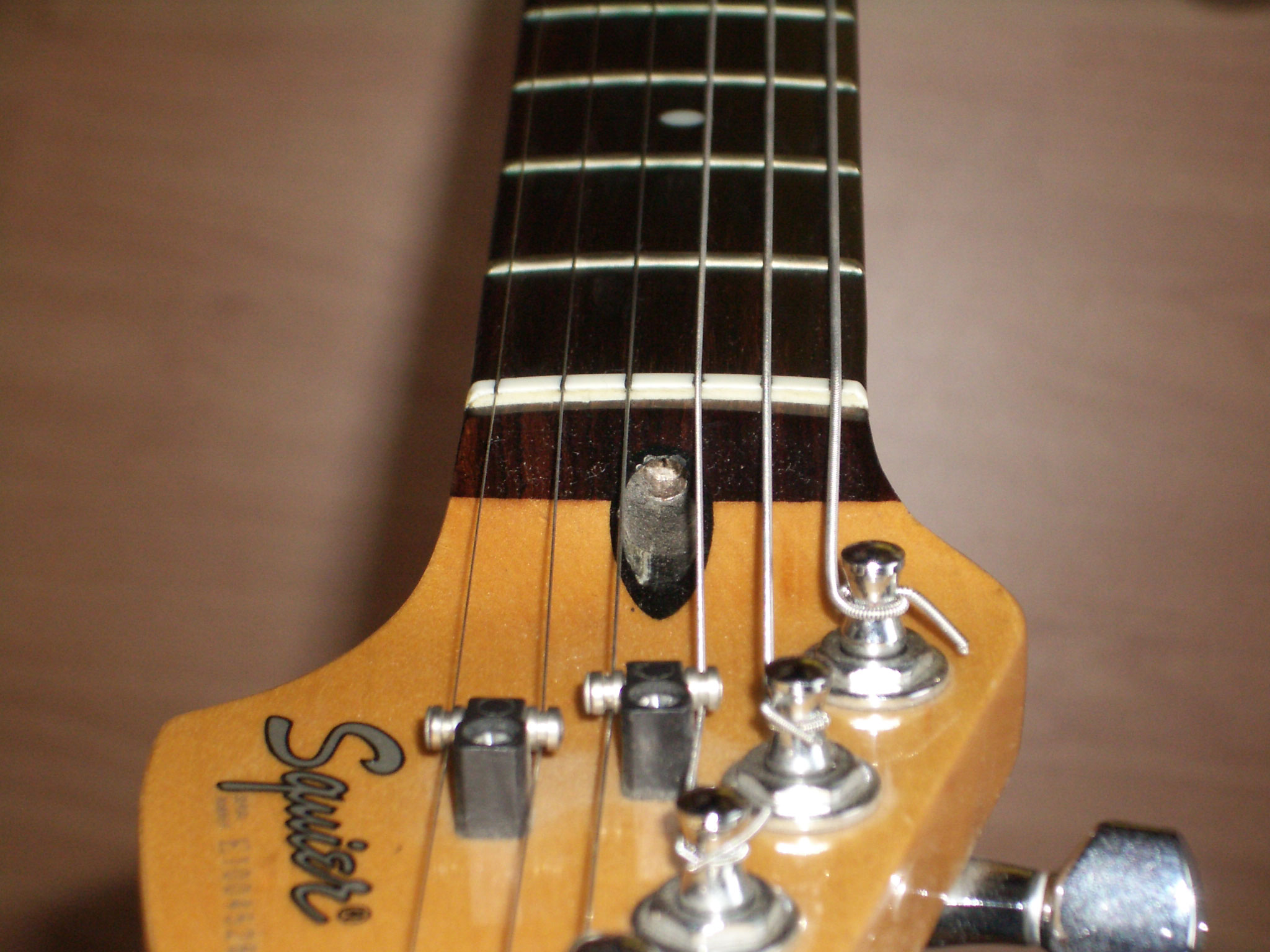
قضيب دعم على جيتار سكواير

قضيب دعم هو جزء من الجيتار ويقوم بتحقيق الاستقرار وضبط انحناء الأوتار طولياً إلى الأمام من الرقبة. وعادةً يكون قضيب الدعم مصنوع من الحديد ويمتد داخل الرقبة ويوجد له برغي لضبط درجة الانحدار، وتم تطبيق هذه الفكرة في عام 1921 من قبل تاديوس ماكهيو والذي كان يعمل في شركة جيبسون.